# Livre d’Or de la Famille Soutzo
Cartea de Aur a Familiei Suțu este o lucrare scrisă în limba franceză de Radu Alexandru Negrescu-Suțu (Soutzo). Ea conține genealogia completă a familiei princiare fanariote Suțu, de la origini până astăzi, incluzând un mare număr de fotografii de familie și de epocă. 
De asemenea, mai conține: 
- Indexul reproducerilor blazonate ale scuturilor familiei Suțu și ale familiilor înrudite.
- Indexul reproducerilor ordinelor cavalerești și de merit, al decorațiilor și medaliilor familiei Suțu și ale familiilor înrudite.
- Arborele genealogic complet al Familiei Suțu (2,25 m x 0,30 m).
- Un CD cu toate ilustrațiile cărții color sau sepia.

În concluzie, Livre d’Or de la Famille Soutzo este o lucrare de referință cuprinzând 840 pagini și circa 2.000 ilustrații.
Există numeroase referințe despre familiile înrudite cu familia Suțu: Arghiropol, Aslan, Balș, Bălăceanu, Băleanu, de Bardon de Segonzac, Berindei, Bogdan, Boldur-Lățescu, Brâncoveanu, Brătianu, de Broglie, Calimachi, Canano, Cantacuzino, Caragea, Carp, Catargi, Ceaur-Aslan, Cheremetiev, Chrisovelloni, Comneni, Conaki, Duca, Dudescu, Filitti, Florescu, Ghika, Greceanu, Hagi-Moscu, Hangerli, Hrisoscoleu, d'Huart, Ipsilanti, Jurgea-Negrilești, Kartchewski, de Knÿff, Krupenski, Lahovari, Lățescu, de Leusse, Logotheti, Manu, de Marçay, Mavrocordat, Mavrogheni, Mavromichalis, Miclescu, Moruzi, Negri, Obedeanu, Obreskoff, Otetelișanu, de Ouro-Preto, Papparigopoulo, Periețeanu, Perticari, de Prat de Nantouillet, Racoviță, Rali, Rizo-Nerulo, Rizo-Rangabe, Rosetti, Rudeanu, Sapieha, Scanavi, Schina, Slătineanu, Stroici, Sturdza, Știrbei, von Trauttenberg, Văcărescu, Ventura, Verbrugge, Vlasto, Vlădescu, Vlădoianu, de Werbrouck etc. 